# John Meredith
John Meredith Smith (* 1933 in Fergus, Ontario, Kanada; † 2000 in Toronto, Ontario) war ein kanadischer Maler und einer der bedeutendsten Vertreter des Abstrakten Expressionismus in Kanada.

## Leben
John Meredith wurde in Fergus, Ontario geboren und studierte von 1950 bis 1953 am Ontario College of Art in Toronto. Ab den 1950er Jahren etablierte er sich unter seinem Künstlernamen John Meredith und hatte 1958 seine erste Einzelausstellung in der Gallery of Contemporary Art in Toronto.
John Meredith war der jüngere Bruder des bekannten Künstlers William Ronald, der ebenfalls eine wichtige Figur in der kanadischen Kunstszene war. Drei Jahrzehnte lang wurde Meredith von der Isaacs Gallery in Toronto vertreten, wo er zahlreiche Einzelausstellungen hatte. Seine Werke wurden auch in wichtigen Gruppenausstellungen gezeigt, unter anderem in der National Gallery of Canada und in internationalen Institutionen.
Er starb im Jahr 2000 in Toronto. Bis heute sind seine Werke sowohl in Sammlungen als auch auf Auktionen gefragt und gelten als wesentlicher Bestandteil der modernen kanadischen Kunstgeschichte.

## Werk
John Merediths Werke zeichnen sich durch kräftige Farben, komplexe Muster und eine dynamische Linienführung aus. Seine frühen Arbeiten (1958–1962) sind durch dunkle vertikale Streifen gekennzeichnet, die sowohl pflanzliche als auch menschliche Assoziationen hervorrufen. Später entwickelte er einen Stil, der sich durch große Formate und leuchtende Farben auszeichnet, die oft mit psychologischen und optischen Effekten kombiniert werden. Als Grundlage für seine Gemälde verwendete er farbige Tuschezeichnungen, die seine Werke immer komplexer und detailreicher werden ließen.